# Biofiltr

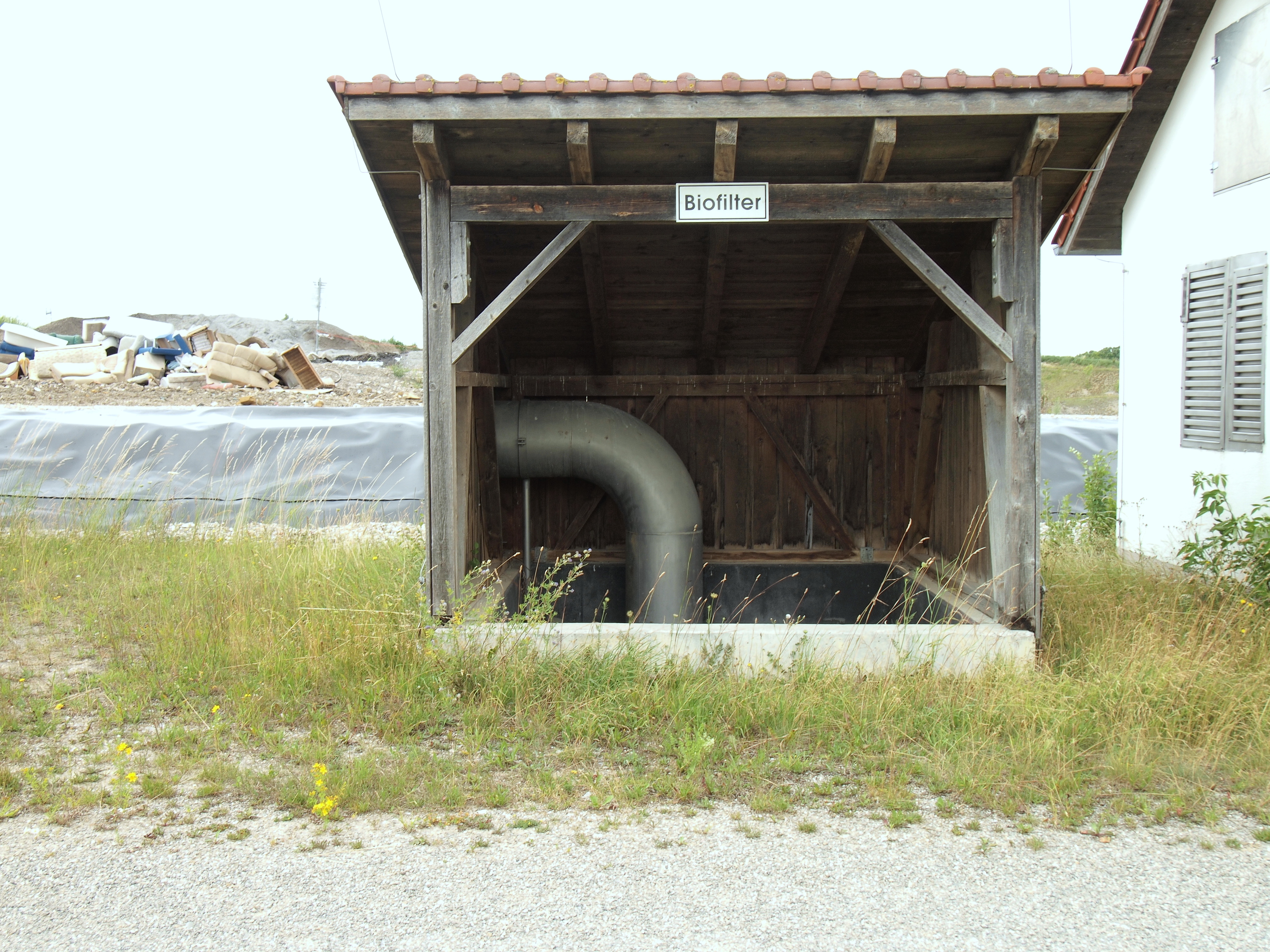
Biofiltr u domu

Biofiltr je zařízení, využívající živý materiál k zachycení a biologické degradaci znečišťujících látek. Odstraňuje škodlivé a zápašné látky organické i anorganické povahy na principu biologického odbourávání v biofilmu.
Mezi běžné použití patří zpracování odpadních vod, zachycování škodlivých chemikálií nebo bahna z povrchového odtoku a mikrobiotická oxidace kontaminantů ve vzduchu. Průmyslovou biofiltraci lze klasifikovat jako proces využívající biologické oxidace k odstranění těkavých organických sloučenin, pachů a uhlovodíků.

## Příklad náplně do biofiltru
- Hrubě mletý vápenec 25 kg/m³
- Síran amonný 15 kg/m³
- Fosfát 3 kg/m³
- Kůra, brebery[ujasnit]

tBF	teplota náplně biofiltru měřená 10 cm pod povrchem náplně
tg	teplota odebíraného plynu
RH	relativní vlhkost plynu
cOD	koncentrace pachových látek v evropských pachových jednotkách na 1 m³ měřeného plynu[ujasnit]